# 김삼환
김삼환(1945년 1월 7일 ~ )은 대한민국의 목사이다. 서울특별시 강동구 명일동 소재 명성교회를 설립하였다.

## 약력
- 피어선신학교(현평택대학교) 졸업((1974)
- 장로회신학대학교 신학대학원(M.Div.)
- 장로회신학대학교 명예신학박사
- 숭실대학교 명예철학박사
- 뉴브런스윅신학교 명예신학박사
- 샌프란시스코신학교 명예신학박사
- 연세대학교 명예신학박사

## 대외직분
- 대한예수교장로회 명성교회 원로목사
- 대한예수교장로회(통합) 증경총회장
- 한국기독교교회협의회(NCCK) 前 회장
- WCC 제10차 총회 한국준비위원회 前 준비위원장
- 재단법인 아가페(소망교도소) 이사장

## 논란

### 800억원 대 비자금 조성, 비자금 관리 재정장로 자살
2014년 6월 14일(토) 명성교회의 재정 담당인 박 모 장로가 사망한 것과 관련 교회 일각에서 "명성교회가 1,000억 원의 비자금을 조성했으며, 박 모 장로가 비자금 관리에 대한 부담으로 인해 자살했다"는 의혹이 제기됐다. 교회 측은 "말도 안되는 이야기"라며 박 모 장로의 사망 원인이 '심장마비'라고 묵살했지만, 교회 인근 아파트에서 투신해 사망했다는 것이 사실로 밝혀져 의혹은 더욱 커져갔다. 이와 관련해 경찰은 “유서에는 교회 문제로 오해받고 있고 결백하다, 죽음으로 대신한다는 취지의 내용이 담겨있었다”고 밝혔다.
명성교회와 김삼환 원로 목사는 비자금 관련 내용을 보도한 기자, 언론사를 명예훼손 혐의로 형사고소했다. 하지만 재판 과정에서 김삼환 원로 목사와 자살한 박 모 재정장로 외의 인물에게는 알려지지 않았던 차명 계좌가 존재한다는 사실이 확인됐고, 해당 계좌는 12년간 800억원이 적립된 것으로 확인됐다. 이에 담당 판사는 "대형교회가 구성원들이 모르는 800억원의 차명 계좌를 12년간 관리해 왔다는 것에 '비자금'이라는 표현을 쓰는 것은 허위 사실이 아니다"라며 "이것은 보장되어야 하는 언론의 자유이고 허위 사실에 해당하지 않는다"고 해당 내용을 보도한 언론사에 무죄를 판결했다.
한편 명성교회 측은 “교회 재정운영에 있어 정당한 이월 적립금”이며 “국내외 선교뿐 아니라 교회 개척 등에 쓰이고 있으며 현재 300여억 원이 남아 있다” 라고 밝혔다.

### 지교회 무상 세습 및 교회 변칙 세습 논란
교회세습반대운동연대는 2013년 7월 3일 기자회견을 열고, 명성교회 김삼환 담임목사가 명성교회 부목사인 아들 김하나 목사에게 교회를 물려주려 한다는 의혹을 제기했다.
명성교회가 소속된 대한예수교장로회(통합)의 교회법에 따르면, 해당 교회의 부목사는 곧바로 위임(담임)목사가 될 수 없다. 세반연은 이 규정을 피하기 위해 경기도 하남에 지교회를 설립해 일정기간 시무토록 한 뒤 명성교회를 물려주려한다는 의혹을 제기했다.
세반연 측은 “교회 내에서 상당히 중심적인 위치에 있는 사람이 세습 움직임을 제보했다”고 밝혔고, 이에 대해 명성교회 관계자는 “교회는 전혀 그럴 생각이 없다. 논의조차 되지 않고 있다”고 말했다. 하지만 세반연의 의혹 제기 대로 명성교회에서 5km 떨어진 거리에 수 백억원 상당의 지교회 건립이 진행되고 있었다.
2014년 3월 8일, 명성교회는 부목사 4명, 교육 전도사 2명, 하남 지역 교인 600명 그리고 1300평 상당의 건물을 공개 의결 없이 그대로 새노래명성교회에 이관했고, 의혹 내용대로 담임목사는 김하나 목사가 맡았다. 전문가들은 "아들 목사가 아버지 목사가 시무하는 교회가 아닌 타 교회에서 시무하다, 아버지 목사의 은퇴 시점에 맞춰 본교회로 돌아와 본 교회를 물려받는 이른바 '변칙 세습'이 가능해졌다"며 여전히 의혹을 제기하고 있다. 김하나 목사의 미심쩍은 동남노회 부목사직 사임으로 세습 가능성이 더욱 커진 상황이다.
그러나 2017년 3월 21 현재 한국일보 등의 보도에 따르면 명성교회측은 “교회 지속성을 유지하기 위한 피치 못할 결정”이라고 주장했다. 이어진 보도에  따르면 명성교회는3월  19일 개최한 공동의회에서 김삼환(72) 원로목사의 아들 김하나(44) 목사를 청빙키로 결의했다.
김하나 목사가 몸담고 있는 경기 하남 새노래명성교회와의 합병안도 통과시켰다. 8,104명이 참석한 공동의회에서 청빙안 찬성은 6,003표(약 74%), 교회 합병안은 5,860표(약 72%)를 얻었다.
교회개혁실천연대, 기독교윤리실천운동 등은 “2013년 명성교회가 속해있는 대한예수교장로회는 압도적 찬성 속에 세습방지법을 채택했다”며 “교단 헌법을 우회할 방법을 찾아야 했던 명성교회는 ‘분립개척 후 합병’이라는 편법을 동원했다”고 강하게 비판했다. 그러나 김하나 목사는 19일 예배 때 청빙에 응할 생각도 없고 합병도 하지 않겠다는 뜻을 밝힌 것으로 알려졌다. 상대가 응하지 않을 경우 청빙, 합병은 모두 무산된다.
명성교회 측은 세습 논란에 대해 억울하다는 입장이다. 교회측 관계자는 “목사가 바뀐 뒤 교회가 파국으로 치달은 경우가 많아 세습이란 세상의 비판을 알고 있으면서도 어렵게 내린 결정”이라고 강조했다. 김하나 목사의 반대에 대해서는 “우리측에서 잘 설득할 문제”라고만 밝혔다. 교회 세습을 위한 계획대로 움직이는 것 아니냐는 세간의 비판에 대해서는 “당사자들과 무관하게 장로와 신도들이 내린 결정”이라고 반박했다.
하지만, 결과적으로 새노래명성교회를 통해 변칙세습(좋게 말해 변칙세습이고, 주식으로 말하면 우회상장이나 다름없는 범법행위)으로 아들에게 1년 예산 800억 규모의 초대형 교회를 증여세 하나없이 넘긴 셈이 되었다.

## 소송

### 재판 불출석 혐의 과태료 800만원 부과
김삼환 원로목사가 800억원 대 비자금을 조성했다는 의혹을 제기한 기자와 매체에게 명예훼손 혐의로 형사 고소를 하였고 해당 기자는 징역 2년을 구형 받았다.
하지만 비자금 조성 의혹에 대해 직접 해명해야할 고소인 김삼환 원로목사가 공판에 불출석하며, 답변을 하지 않는 명성교회 교인만 연이어 출석했다. 김삼환 원로목사에게는 법원의 증인 출석 요구에 수 차례 불응한 혐의로 총 2회에 걸쳐 300만원, 500만원의 과태료가 부과됐고, 판사는 다음 공판에도 불출석시 김삼환 원로목사의 구인 등 특단의 조치를 하겠다고 밝히기도 했다.